# Barlows leeuwerik
De Barlows leeuwerik (Calendulauda erythrochlamys barlowi) is een zangvogel uit de familie Alaudidae (leeuweriken). Eerder werd deze vogel beschouwd als een aparte soort (C. barlowi) maar bij een taxonomische herziening in 2024 is deze vogel een ondersoort geworden van de roodrugleeuwerik.

## Verspreiding en leefgebied
Deze soort telde 3 ondersoorten:
- C. b. barlowi: Koichab River tot Aus (zuidwestelijk Namibië).
- C. b. patae: de kust van zuidwestelijk Namibië tot noordwestelijk Zuid-Afrika.
- C. b. cavei: het binnenland van zuidwestelijk Namibië tot noordwestelijk Zuid-Afrika.